# Tideland (film)
Pour le roman de Mitch Cullin, voir Tideland.
Pour plus de détails, voir Fiche technique et Distribution.
Tideland est un film britannico-canadien réalisé par Terry Gilliam et sorti en 2005.
Il s'agit d'une adaptation du roman du même nom écrit par Mitch Cullin et paru en 2000.
Le film reçoit des critiques presse mitigées à sa sortie et est un échec commercial.

## Synopsis
Lorsque sa mère meurt d'une overdose, la petite Jeliza-Rose part s'installer dans une vieille ferme du Texas avec son père, Noah, un homme qui se pique à l'héroïne. Afin d'échapper à la solitude de sa nouvelle maison, la petite fille s'évade dans un monde imaginaire.
Alors que son père meurt lors d'un de ses bad trips, la fillette poursuit sa vie faite d'éclats de rires, de jeux et de peurs qu'elle surmonte avec la complicité de ses têtes de poupées. Elle vit alors une sorte de rêve éveillé. Elle trouve en sa plus proche voisine, Dell, une femme borgne et mi-sorcière portant un costume noir d'apiculteur (sa mère a été tuée par des abeilles), un double adulte qui répond à la peur de la mort et de la disparition des proches aimés.
Le jeune frère de la voisine, Dickens, rendu idiot par une opération, joue avec Jeliza-Rose et l'emporte dans son propre monde imaginaire où la prairie devient océan où l'on peut nager et demeurer dans une cabane sous-marine. Le requin-monstre (un train qui traverse la prairie), est l'objet d'un combat héroïque et est vaincu quand il déraille. La fillette, réveillée par l'explosion des bâtons de dynamites ayant provoqué l'accident, trouve parmi les rescapés, une femme sensible à la magie du monde que symbolisent les lucioles.

## Fiche technique
Sauf indication contraire, les informations mentionnées dans cette section peuvent être confirmées par la base de données cinématographiques IMDb,  présente dans la section « Liens externes ».

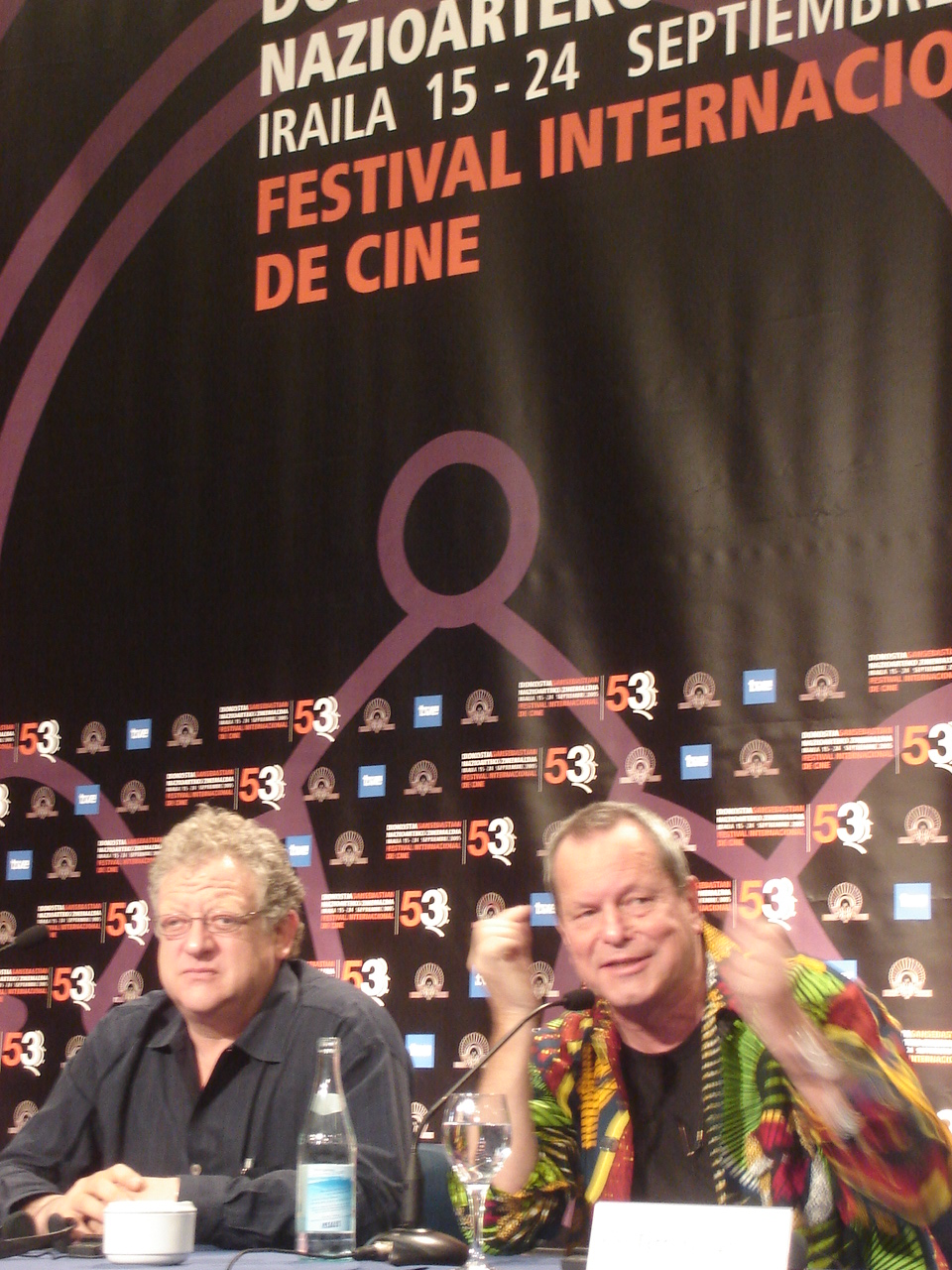
Le cinéaste Terry Gilliam à une présentation du film au Festival de San Sebastian 2005.

- Titre original et français : Tideland
- Réalisation : Terry Gilliam
- Scénario : Tony Grisoni et Terry Gilliam, d'après le roman Tideland de Mitch Cullin
- Musique : Jeff Danna et Mychael Danna
- Direction artistique : Anastasia Masaro
- Décors : Sara McCudden
- Costumes : Mario Davignon, Delphine White
- Photographie : Nicola Pecorini
- Montage : Lesley Walker
- Production : Gabriella Martinelli et Jeremy Thomas
- Sociétés de production : Recorded Picture Company et Capri Films ; avec la participation de Telefilm Canada, The Movie Network, Astral Media et HanWay Films
- Sociétés de distribution : A-Film Distribution (Belgique), BAC Films (France), Capri Releasing (Canada), Revolver Entertainment (Royaume-Uni)
- Budget : 19,3 millions $
- Pays de production :  Royaume-Uni,  Canada
- Langue originale : anglais
- Format : couleur, 2.35, Dolby Digital
- Genre : drame, fantastique, horreur
- Durée : 120 minutes
- Dates de sortie :
  - Canada : 9 septembre 2005 (festival international du film de Toronto)
  - Belgique, Suisse romande, France : 28 juin 2006
  - Royaume-Uni : 11 août 2006
- Classification[1] :
  - États-Unis : R
  - France : interdit aux moins de 12 ans
  - Canada : 14A
  - Québec : 13+

## Distribution
- Jodelle Ferland (VF : Lola Krellenstein) : Jeliza-Rose
- Janet McTeer (VF : Danièle Douet) : Dell
- Jeff Bridges (VF : Patrick Floersheim) : Noah, le père de Jeliza-Rose
- Jennifer Tilly (VF : Marie Vincent) : la reine Gunhilda, la mère de Jeliza-Rose
- Brendan Fletcher (VF : Bertrand Liebert) : Dickens
- Dylan Taylor : Patrick

## Production

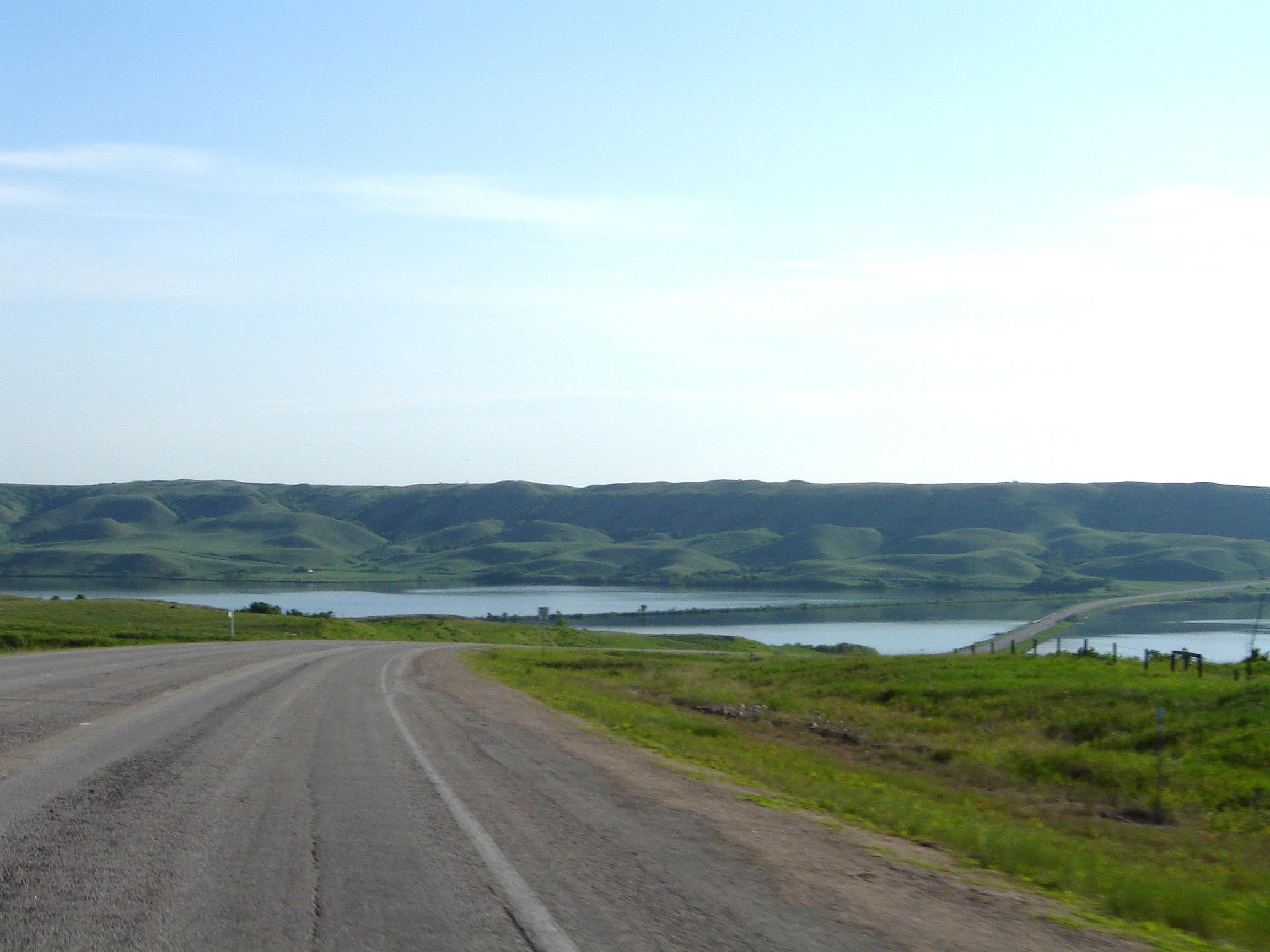
La vallée de la rivière Qu'Appelle a servi de décor au film

Terry Gilliam développe ce film en raison du retard pris par la post-production de son précédent film Les Frères Grimm, notamment à cause de divergences sur le montage avec le producteur Harvey Weinstein. Le cinéaste décrit ce projet comme « la rencontre de Alice au pays des merveilles et de Psychose. C'est l'histoire d'une enfant qui se construit comme elle peut en dépit d'une grande souffrance. C'est une fable de survie dans des circonstances plutôt étranges. » Avant le film, l'auteur du roman original Mitch Cullin avait contacté Terry Gilliam pour qu'il écrive une petite phrase promotionnelle pour la jaquette du livre. Il avait donc été publié avec la mention « “Foutrement brillant ! ” - Terry Gilliam ».
Le tournage se déroule dans la province de la Saskatchewan au Canada, notamment en studio à Regina, au bord de la rivière Qu'Appelle et à Katepwa. Le producteur Jeremy Thomas explique ce choix de tourner dans la vallée Qu'Appelle alors que le film se déroule au Texas : « Nous cherchions un endroit qui puisse ressembler au Texas et donner une impression d'isolement total. Nous avons trouvé le lieu idéal dans la Qu'Appelle Valley, à une heure de Regina. Les maisons et les lieux semblaient tout droit sortis du roman, surtout la maison de Dell et le corps de la ferme de Noah. »

## Sortie et accueil

### Critique
Sur l’agrégateur de critiques Rotten Tomatoes, il obtient 29% d'avis favorables pour XX critiques et une note moyenne de XX⁄10. Le consensus suivant résume les critiques compilées par le site : « Tideland est un effort troublant et surtout difficile à regarder de Terry Gilliam ». Sur Metacritic, il obtient une note moyenne de 26⁄100 pour 23 critiques.
Sur le site AlloCiné, qui recense 27 critiques de presse, le film obtient la note moyenne de 2,7⁄5
.

### Box-office
| Pays ou région     | Box-office     | Date d'arrêt du box-office | Nombre de semaines |
| ------------------ | -------------- | -------------------------- | ------------------ |
| États-Unis, Canada | 66 453 $       | 9 novembre 2006            | 4                  |
| France             | 50 517 entrées | -                          | -                  |
| Total mondial      | 566 611 $      |                            |                    |

## Distinctions principales
(en) Récompenses pour Tideland sur l’Internet Movie Database

### Récompense
- Festival de Saint-Sébastien 2005 : Prix FIPRESCI pour Terry Gilliam

### Nominations
- Festival de Saint-Sébastien 2005 : Coquille d'or
- Saturn Awards 2007 : meilleur(e) jeune acteur/actrice pour Jodelle Ferland
- Prix Génie 2007 : meilleure direction artistique, meilleurs costumes, meilleure photographie, meilleur montage, meilleure actrice pour Jodelle Ferland et meilleur son
- Rubans d'argent 2008 : meilleure photographie

## Clin d'œil
Sur une boîte aux lettres, on peut lire le nom M. Cullin, une allusion à Mitch Cullin, auteur du roman original.